# Paratrooper
Paratrooper ist ein Computerspiel des Genres Shoot ’em up, das 1982 von Greg Kuperberg (Orion Software) für IBM-PC-kompatible Computer programmiert wurde. Das Spiel basiert grob auf Missile Command und ist eine direkte Umsetzung des weniger bekannten, von Mark Allen für Apple II programmierten Spiels Sabotage (1981). In Deutschland wurde Paratrooper 1985 durch die BPjS indiziert. Nach 25 Jahren wurde das Spiel, wie in § 18 Abs. 7 JuSchG vorgeschrieben, im Juli 2010 von der Liste indizierter Spiele gestrichen.

## Spielbeschreibung
Der Spieler steuert eine Flak und versucht Hubschrauber, von diesen abgesetzte Fallschirmjäger, Kampfjets und deren Bomben abzuschießen. Das Ziel des Spiels besteht darin, eine möglichst hohe Punktzahl zu erreichen. Jeder Abschuss erhöht das Punktekonto um eine vom Objekt abhängige Zahl. Jeder abgefeuerte Schuss verringert dieses um einen Punkt.
Die Flak befindet sich in der Mitte des Spielfelds auf einer Anhöhe. Gelingt es vier Fallschirmjägern links oder rechts neben dem Geschütz zu landen, bauen diese eine menschliche Pyramide und sprengen die Flak in die Luft. Dadurch geht das Spiel verloren. Eine weitere Möglichkeit zu verlieren besteht darin, von einer Bombe eines Kampfjets getroffen zu werden.

## Konvertierungen
Für den C64 wurde 1983 von KBR Software das Spiel Paratroopers entwickelt. Für Macintosh-Computer folgte 1984 mit Airborne! von Silicon Beach Software ein Spiel mit ähnlichem Prinzip.
In den frühen 1990er-Jahren wurde das einfache Spielprinzip von Paratrooper in verschiedenen Umsetzungen für MS-DOS als Shareware veröffentlicht: Beispiele stellen Ack Ack Attack (1991) von PLBM Games oder Night Raid (1992) von Argo Games (u. a. programmiert von John Carmack) dar.
Eine weitere nennenswerte Umsetzung ist das Sharewarespiel Ganja Farmer, das 1998 von der Firma EvilX für Windows veröffentlicht wurde. Der Spieler steuert hier ein Maschinengewehr, das auf einem in den Farben der bolivianischen Flagge lackierten Bulli montiert ist, und versucht Fallschirmjäger davon abzuhalten, ein Cannabis-Feld abzubrennen.
Auf dem MP3-Player iPod ist von Werk aus eine Umsetzung des Spiels unter dem Namen Parachute vorhanden.

## Rezeption
Im Rahmen einer Berichterstattung über die ersten sechs Spiele (Beach Head, Blue Max, Paratrooper, Raid over Moscow, Sea Wolf/Seafox und Tank Attack), die im August 1985 von der BPjM (damals BPjS) indiziert wurden, beschreibt Heinrich Lenhardt in der Zeitschrift Happy Computer das Spiel als platte Killereinlage, die „schlichtweg überflüssig“ ist.

## Sonstiges
Im Gegensatz zu vielen IBM-kompatiblen Spielen aus dem Anfang der 1980er-Jahre, ist Paratrooper durchaus noch auf modernen Windows-PCs spielbar. Das Spiel erhält seinen Takt nicht über die CPU, sondern dieser wird softwareseitig eingestellt.